# Teredinidae
I Teredinidi (Teredinidae Rafinesque, 1815) sono una famiglia di molluschi bivalvi appartenenti all'ordine Myoida.

## Descrizione
Il corpo ha sembianze vermiformi ed è dotato di una piccola conchiglia che fornisce protezione solo ad una parte del corpo.

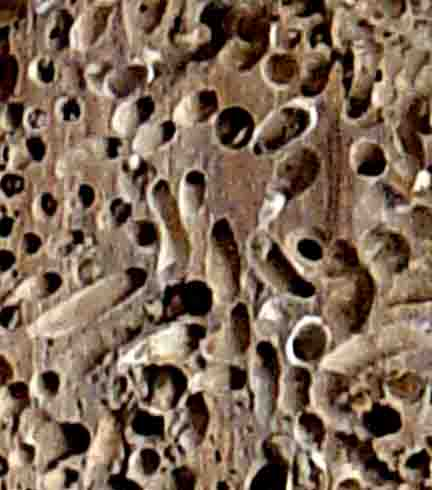
I danni causati dai Teredinidi al legno sommerso

## Tassonomia
La famiglia comprende 15 generi in tre sottofamiglie:
- Sottofamiglia Bankiinae Turner, 1966
  - Bankia Gray, 1842
  - Nausitora Wright, 1864
  - Nototeredo Bartsch, 1923
  - Spathoteredo Moll, 1928
- Sottofamiglia Kuphinae Tryon, 1862
  - Kuphus Guettard, 1770
- Sottofamiglia Teredininae Rafinesque, 1815
  - Bactronophorus Tapparone Canefri, 1877
  - Dicyathifer Iredale, 1932
  - Lyrodus Gould, 1870
  - Neoteredo Bartsch, 1920
  - Psiloteredo Bartsch, 1922
  - Teredo Linnaeus, 1758
  - Teredora Bartsch, 1921
  - Teredothyra Bartsch, 1921
  - Uperotus Guettard, 1770
  - Zachsia Bulatoff & Rjabtschikoff, 1933

## Pericoli
In passato costituivano un notevole pericolo per la funzionalità degli scafi di legno in quanto, essendo animali xilofagi, tale materiale costituisce la loro principale fonte di nutrimento. Tale pericolo è oggi facilmente eliminato grazie a vernici protettive e repellenti che proteggendo gli scafi impediscono alle teredini di perforare le opere in legno sommerse.

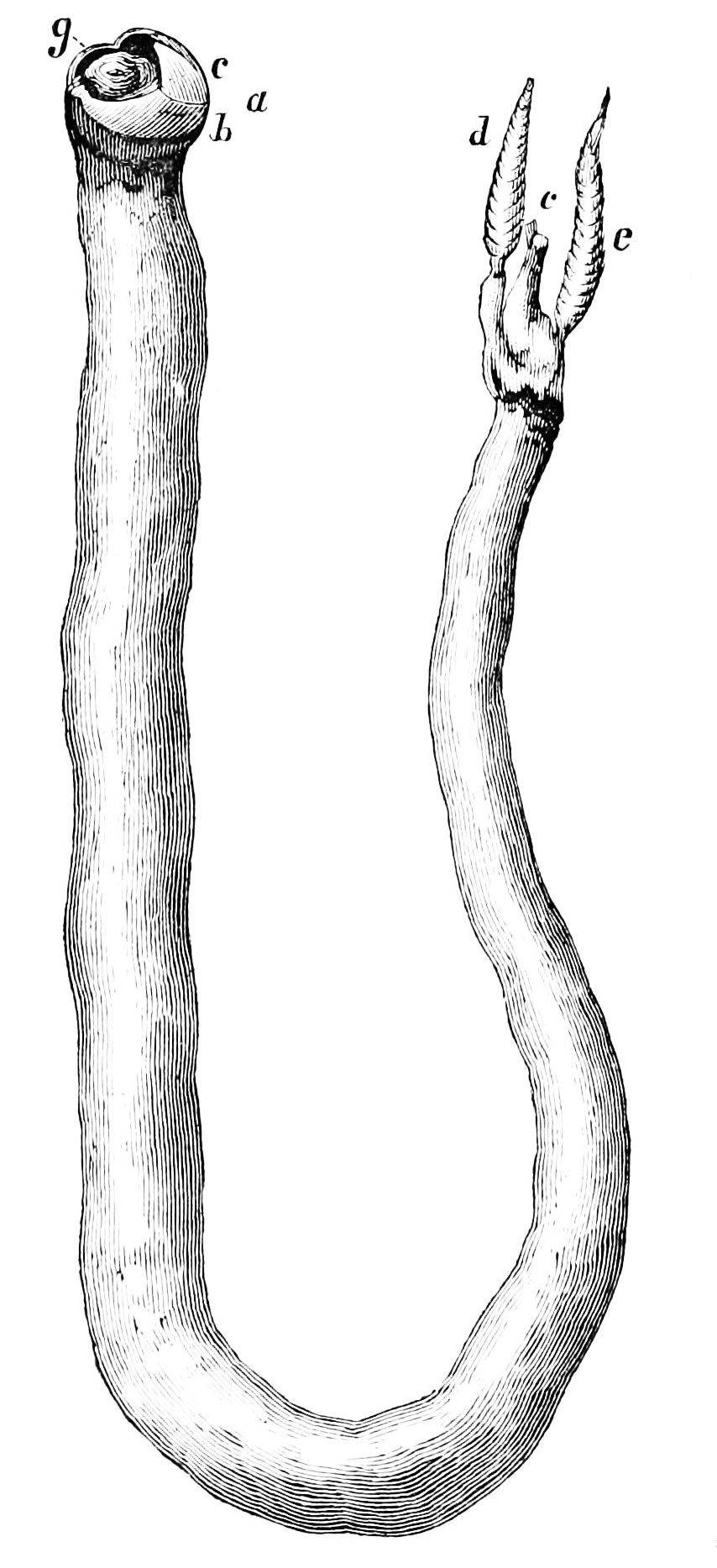
Teredo navalis da Popular Science Monthly, Settembre 1878

## Uso alimentare

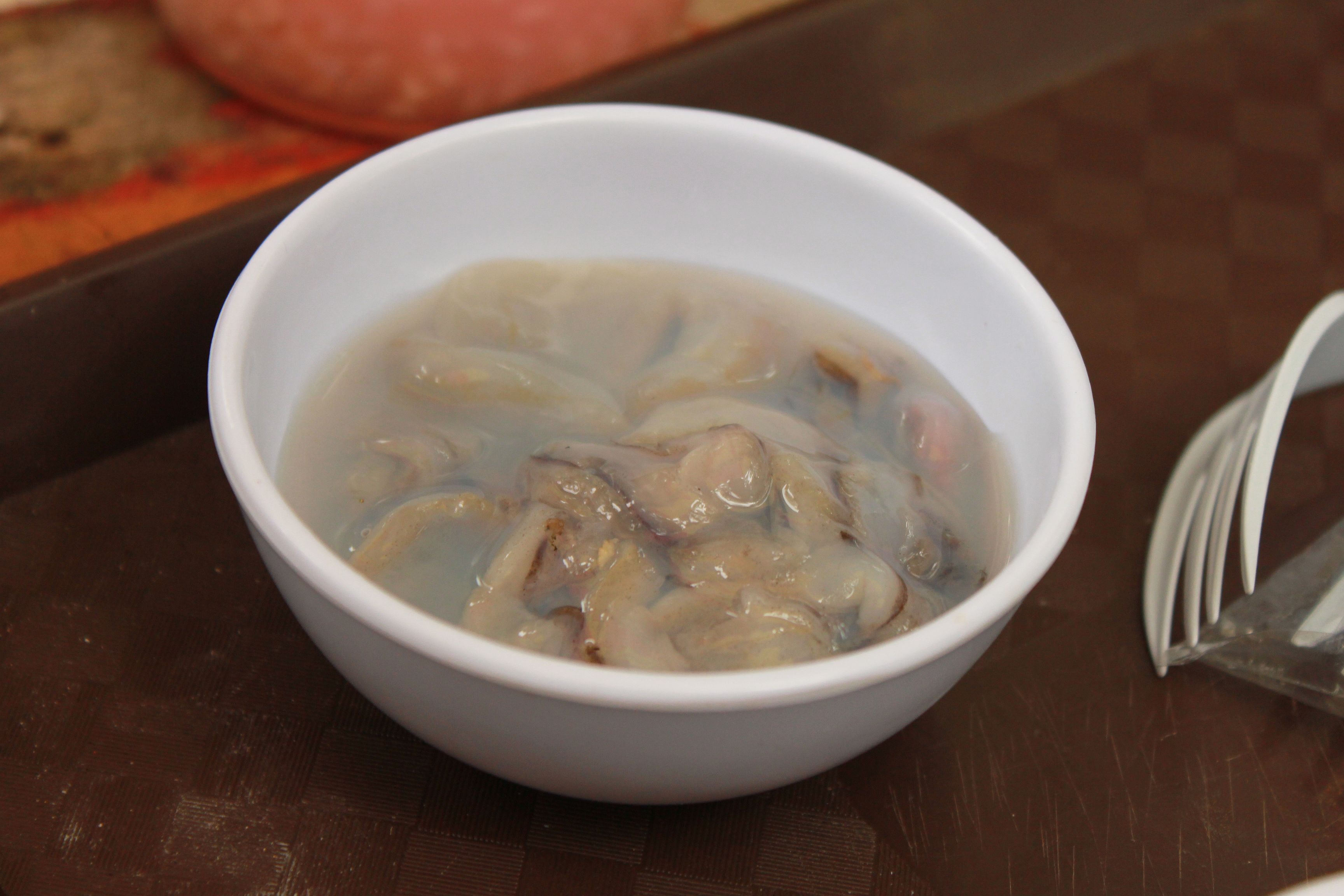
Piatto di tamilok

A Palawan e Aklan, nelle Filippine, è chiamato tamilok e viene consumato come piatto festivo nella cucina locale. Tradizionalmente è preparato come kinilaw, piatto simile al ceviche, nel quale il mollusco è impiegato crudo e marinato con aceto di cocco (sukang tuba) o succo di limetta, peperoncini e cipolle tritate. 
Anche la tribù dei Kamoro in Papua occidentale, in Indonesia, presso la quale si chiama tambelo, lo consuma abitualmente. 
Infine, viene impiegato in cucina anche in alcune parti del Borneo, in Indonesia, e nelle regioni centrali costiere peninsulari della Thailandia vicino a Ko Phra Thong.